# Шелия, Гиорги Леванович
Гио́рги Лева́нович Ше́лия (род. 11 декабря 1988, Москва) — российский футболист, вратарь клуба «Ахмат».

## Карьера
Воспитанник московского «Динамо». С 2008 по 2012 год выступал за брянское «Динамо». В начале сезона 2012/13 перешёл в «Балтику». За калининградцев отыграл до июля 2015 года, после чего перешёл в «Енисей».
В красноярской команде смог стать твердым «первым номером», что привлекло внимание клубов РФПЛ. Зимой 2016 года пополнил состав «Уфы». Дебютировал в РФПЛ 6 марта в матче против «Мордовии» (1:1).
С января 2019 года — игрок «Тамбова».
1 августа 2020 года перешёл в грозненский «Ахмат».

## Достижения
«Тамбов»
- Победитель первенства ФНЛ: 2018/19